# Острату (Илфов)
Острату (рум. Ostratu) насеље је у Румунији у округу Илфов у општини Корбеанка. Oпштина се налази на надморској висини од 101 m.

## Становништво
Према подацима из 2002. године у насељу је живело 367 становника, од којих су сви румунске националности.